# Носорози
Носорози (лат. Rhinocerotidae) су породица сисара из реда копитара (Perissodactyla). Носорози су крупни дебелокошци, биљоједи, са једним или два рога на њушци, која су сачињена од кератина. Породицу носорога сачињава пет савремених врста.
Носорози су међу највећом преосталом мегафауном: сви теже најмање једну тону у одраслом узрасту. Они имају биљоједну исхрану, мали мозак (400–600 г) за сисаре њихове величине, један или два рога и дебелу (1,5–5 cm) заштитну кожу формирану од слојева колагена постављених у решеткасту структуру. Углавном једу лиснати материјал, иако им способност ферментације хране у задњим цревима омогућава да се по потреби хране већом влакнастом биљном материјом. За разлику од других перисодактила, две афричке врсте носорога немају зубе на предњем делу уста; уместо тога се ослањају на усне за чупање хране.
Неки ловокрадице убијају носороге зарад њихових рогова, који се купују и продају на црном тржишту, и људи у неким културама их користе за украсе или традиционалну медицину. Иако тај тренд у многим регионима рапидно опада, Источна Азија, као и неколико других региона, виђени су као највећа тржишта рогова носорога. На рог носорога се у древној Кини гледало као на лек (традиционална кинеска медицина), што је веровање које је било широко распрострањено и у другим азијским земљама. По тежини, рогови носорога коштају колико и злато на црном тржишту, што га чини примамљивим за криминалце и ловокрадице. Међутим, рогови су направљени од кератина, исте врсте протеина од које се састоје коса и нокти, који имају нулта лековита својства, упркос навода текстова традиционалне кинеске медицине, који тврде да су рогови носорога „детоксификатори“. Потрошња рогова носорога такође је била повезана са статусом и богатством, при чему је већина потрошача била старији, образовани, богати мушкарци или они који траже украсе од носорогових рогова. Потражњу подстичу изненадно богаћење и медицинске дезинформације.

## Таксономија и именовање
Енглеска реч rhinoceros изведена је из латинског назива који је проистекао из стгрч. ῥῑνόκερως, који је састављен од ῥῑνο- (rhino-, „нос”) и κέρας (keras, „рог”) са рогом на носу. Множина у енглеском језику је rhinoceros или rhinoceroses. Збирна именица за групу носорога је крдо или стадо. Име је у употреби од 14. века.
Породица Rhinocerotidae састоји се од само четири постојећа рода: Ceratotherium (бели носорог), Diceros (црни носорог), Dicerorhinus (суматрански носорог) и Rhinoceros (индијски и јавански носорог). Живе врсте спадају у три категорије. Две афричке врсте, бели носорог и црни носорог, припадају племену Dicerotini, које је настало у средњем миоцену, пре око 14,2 милиона година. Врста се раздвојила током раног плиоцена (пре око 5 милиона година). Главна разлика између црних и белих носорога је облик уста - бели носорози имају широке равне усне за испашу, док црни носорози имају дугачке шиљате усне за конзумацију лишћа. Постоје две живе Rhinocerotini врсте, индијски носорог и јавански носорог, који су се разишли један од другог пре око 10 милиона година. Суматрански носорог једини је преживели представник најпримитивније групе, Dicerorhinini, која се појавила у миоцену (пре око 20 милиона година).
Подврста хибридног белог носорога (Ceratotherium s. simum × C. s. cottoni) узгајана је у зоолошком врту Двур Кралове (Зоолошки врт Двур Кралове на Лаби) у Чешкој Републици 1977. Потврђена је и хибридизација између врста црног и белог носорога.
Док црни носорог има 84 хромозома (диплоидни број, 2N, по ћелији), све остале врсте носорога имају 82 хромозома. Међутим, хромозомски полиморфизам може довести до различитог броја хромозома. На пример, у једној студији су била три северна бела носорога са 81 хромозома.

## Азијски носорози
- Индијски носорог (Rhinoceros unicornis) има само један рог дужине до 60 cm, висок је до 1,7 m, дугачак до 3,5 m а тежак до 4 t. Оклопљен је са предње и задње стране слојевима задебљале коже (до 10 cm коже и колагена). Ова врста носорога живи у баровитим деловима Индије.
- Суматрански носорог (Dicerorhinus sumatrensis) је представник најпримитивније групе носорога која је настала у Миоцену пре 20 милиона година. Ови примерци су мањи од индијског носорога. Врста је веома угрожена.
- Јавански носорог (Rhinoceros sondaicus) је сродан индијском али је мањи, и ове две врсте су се раздвојиле пре 10 милиона година.

## Афрички носорози
- Бели носорог (Ceratotherium simum) је дугачак преко 4 m, а већи од два рога може да достигне дужину и до 135 cm.
- Црни носорог (Diceros bicornis) је врло сличан белом носорогу а разликују се углавном по облику усана. Ове две врсте су настале пре 14 милиона година а раздвојиле су се пре 5 милиона година. Станиште им се налази у степама и жбунастим стаништима у подсахарској Африци.

За разлику од осталих копитара, обе афричке врсте носорога немају предње зубе, због чега користе усне за откидање хране (лишћа или траве). Обе афричке врсте су веома угрожене.

## Galerija
- Слика приказује 5 постојећих врста носорога (бели носорог, црни носорог, индијски носорог, суматрански носорог), и 4 изумрле врсте носорога (Baluchitherium, Elasmotherium, Teleoceras, Aceratherium)
- Бели носорог (Ceratotherium simum)
- Црни носорог (Diceros bicornis)
- Индијски носорог (Rhinoceros unicornis)
- Јавански носорог (Rhinoceros sondaicus)
- Суматрански носорог (Dicerorhinus sumatrensis)